# 陳潔靈
陳潔靈（英語：Elisa Chan Kit-ling，1955年8月17日—），外號「Miss Chan Chan」，香港女歌手、歌唱導師，出身於英語樂隊，獨立發展後轉唱粵語歌，曾獲得香港電台第五屆十大中文金曲新人獎。近年转職佛學老师，並淡出演藝界，偶爾擔任演唱會嘉賓。

## 生平

### 早年經歷
陳潔靈是土生土长的香港人，祖籍廣東省寶安縣. 家中有兩名胞弟，早年於九龍城打鼓嶺道和聯合道的聯合大樓居住及成長，小時候經常到外婆在同區獅子石道的家遊玩，又會在區內的軍營唱歌賺錢。
陳潔靈在1961年畢業於潔瑩幼稚園（與大律師駱應淦為同屆同學），後畢業於嘉諾撒聖家學校和嘉諾撒聖瑪利書院，在學時本來打算長大後當修女或律師；在啟德機場工作的父親則希望她能當上空中服務員或地勤人員，但她不符合高度條件。

### 歌唱事業

#### 樂隊時期
陳潔靈自11歲開始已與樓下鄰居郭思治（後成為股評人）參與樂隊活動，在酒廊有一定名氣，中學階段到尖沙咀的夜總會唱歌時已有人邀請她轉做職業歌手，終因志不在此而婉拒。陳潔靈經常參加《青年人周報》、《流行音樂周報》、無線電視台等平台舉辦的唱歌比賽，並曾在1970年的歌唱選秀節目《聲寶之夜》奪得季軍。後來她獲邀加入香港商業電台（俞琤剛加入時期），主持《年青人時間》；亦獲鍾定一相中，成為了新特樂樂隊（The New Topnotes）的主音之一，以翻唱英語歌為主。其時她本想完成中五學業，卻因樂隊排練不能按時上學而放棄。由於成績不好，其後她亦放棄升讀大學。
陳潔靈剛成年便到泰國曼谷演唱，且逗留當地9個月。期間認識了女子組合「Blue Star Sisters」的成員，受對方啟發而鍛鍊歌藝。其後再隨新特樂樂隊隊一同到新加坡推出第一張唱片，由新加坡樂隊「Quest」協助籌備。回港後，在香港中環希爾頓酒店地窖The Den駐場接近2年，往後到意大利作巡迴演唱會，又再次獲音樂人邀請獨立發展，並與意大利創作歌手Fred Bongusto合唱多首意大利歌曲。未幾轉到菲律賓，與當地歌手Rico J. Puno一起推出唱片，包括單曲《Magkasuyo Buong Gabi》。

#### 獨立發展
後來樂隊熱潮為電影《週末夜狂熱》所帶動的迪士高風取代，「新特樂」亦解散，陳潔靈尋求獨立發展。她一次受訪時表示，樂隊數人中，無綫只想跟她一個人簽約，但她以顧念其他成員為由拒絕，於是無緣演唱長篇電視劇全盛時期的歌曲。她後來加入香港華納唱片，發行其首張粵語專輯《獨坐咖啡室》，由鍾定一製作，同名標題曲以城市日常生活場景入詞，被詞評人朱耀偉視為其時詞壇的突破之作，然而專輯的市場反響不如人意，兩年後，在鍾定一拉線下，轉投粵劇名伶阮兆輝創辦的喜韻唱片公司，並於1982年推出專輯《星夜星塵》。
這張專輯獲得廣泛的迴響，當中《星夜星塵》、《今晚夜》、《白金升降機》均成為其代表作。《星夜星塵》和《今晚夜》是無線電視劇《星塵》的歌曲，走懷舊曲風；前者抒情，而後者動感，且使其獲得首個十大中文金曲獎。《白金升降機》則是電影《星際鈍胎》的插曲，歌詞富含想像，節奏強勁，配合女主角的表演和音樂錄影帶式的演出，使觀眾印象深刻，並曾提名第3屆香港電影金像獎的最佳電影歌曲。歌曲獲評論人鄒崇銘形容為「反映了那個時代的豪情壯志」。
2017年，由香港音樂評論組織主辦的「香港樂評選」網站舉行特別單元「港媚60」，評選由1960年代至2000年後的六十張香港流行女聲專輯，《星夜星塵》廁身其中。

#### 華星時期
喜韻唱片因老闆阮兆輝陷入財政困難而拖欠其歌酬，但隨後倒閉。據陳潔靈所述，《星夜星塵》雖應達到白金唱片銷量，但沒有公司向頒發方提名。
她接著加盟無綫旗下的華星唱片，名正言順成為無綫合約歌手，在1983年和84年分別推出專輯《無言地等》及《傾出我心事》，收錄內容以香港音樂家的原創作品為主。《無言地等》的封面是陳潔靈坐在海中央等候到黎明倦極而睡的場景:178，派台的同名曲改編自山口百惠的名曲《いい日旅立ち》，曾成為香港電台中文歌曲龍虎榜一周冠軍曲和勁歌金曲季選得獎曲。專輯亦收錄了兩首電影《家在香港》的歌曲《美麗古怪島》及《我熱愛香港》，前者以鬼馬歌的寫法描寫香港矛盾的一面，後者則借香港地標抒發勵志的情感。第二張專輯《傾出我心事》描寫陳潔靈過住的愛情經歷，主打的日本改編歌《Love Me》曾登上中文歌曲龍虎榜一周冠軍；另一首派台的《只怕不再遇上》（與張國榮合唱）是首詞中男女雙方較成熟、情感較投入的情歌，與二人繼後的《誰令你心痴》均被視為經典的男女對唱曲。美術設計和形象則由劉天蘭負責，封套色彩繽紛，並運用了彈出式的內頁。
1986年發表的歌手同名專輯《Elisa》以快板歌和歐西日本流行改編曲為主。流行成績以《誰令你心痴》最佳，成為中文歌曲龍虎榜一周冠軍及勁歌金曲季選的得獎曲；而以故事形式描寫「真我」隨著成長逐漸消失的《當天那真我》則成為遺珠，受到一些評論人和業內人士的好評，如倫永亮、詞評人朱耀偉、樂評人劉存孝和Muzikland等。陳潔靈這段期間採納形象顧問陳幼堅的建議，以豹女郎的形象示人。同年與葉德嫻合唱勵志歌曲《千個太陽》，流行榜成績甚佳，二人乘勢聯袂於紅磡體育館舉行《葉德嫻陳潔靈競歌散芬芳演唱會》。
1987年的專輯《風．火．海》開始轉由鮑比達監製，視覺形象由「狂野奔放」轉變為「成熟」，在封面上身穿由Azzedine Alaïa設計的針織裙。歌曲一半是原創一半是改編，《華僑日報》的樂評人史提芬認為選曲比《Elisa》更佳，並讚揚詞人林振強多元的詞風。同名標題曲描寫情婦的心聲，是其最後一支中文歌曲龍虎榜冠軍曲。

#### 華納時期
同年陳潔靈結束與華星的合約後加入華納唱片，首炮《Elisa》仍分別由鮑比達和陳幼堅擔任音樂監製和形象指導師。封套以普普藝術風格製作，及後於2017年獲列入M+藏品。曲目以改編歌為主，樂評人史提芬以「騷靈」形容專輯的風格。焦點則在派台的《赤紅的擁抱》，是首怨曲，陳潔靈以「肉緊的撕喊」來演繹；歌詞描寫戰爭背景下的愛情故事，有一幕軍官用刀斬下情人雙手的血腥場景。詞人潘源良曾透露製作方經商議後認為市場能接受才保留該句，並慶倖歌曲面世後沒受到惡評。
1988年，陳潔靈與林子祥聯合製作其第三張歌手同名專輯《Elisa》，一半為原創曲一半為改編曲。一年多後，她推出首張精選輯《經典金曲十三首》後便離開華納。陳潔靈與無綫的歌手合約於1989年3月完結，在通知期內她應轉職亞視的前無綫監製招振強邀請，接拍劇集《皇家檔案》並主唱其主題曲，也以借將的身分擔任亞洲太平洋歌唱大賽的表演嘉賓；及後她以部頭合約的身分與亞洲電視的合作，如主持節目、赴外地拍攝音樂特輯、演唱劇集歌曲等。1992年，陳潔靈經陳淑芬創立的恆星唱片發表目前為止最後一張粵語專輯《我的心》，由倫永亮所監製。

#### 自由身時期
兩年後，再經博德曼音樂自資發行英語翻唱專輯《Impossible》及舉辦演唱會。
此後陳潔靈的歌唱事業以現場演出為主，如2004年在美國三藩市的大型演唱會《PAPILLON IV》中與葉麗儀、爵士樂歌手佩蒂·奧斯丁等一同演出、2018年舉行個人演唱會《由靈開始 陳潔靈 Elisa Chan Private Music Room 2018》等。新專輯都是改編性質，包括2007年輕爵士樂風的《隨想》、2011年的《Everything Must Change》（與鮑比達合作灌錄）和《隨想2》。
2020年，陳潔靈參與《埋班作樂》音樂創作及製作人才培育計劃，主唱吳林峰、歐懷德、鄭子樂等年輕音樂人所製作的《標本》及參與相關演出。《標本》一曲帶有流行樂、靈魂樂和陷阱音樂的元素，並以蝴蝶標本為喻，書寫佔有慾過強的愛。這是陳潔靈少接觸的曲風，其唱腔亦被指沒有過時。

### 其他事業
陳潔靈近年於電視節目中擔任歌唱比賽的導師及評判，如無綫電視的《超級巨聲》，以評語狠辣見稱，獲年輕觀眾所熟知. ；據報導其歌酬叫價力亦因而上升。此前，她只應朋友要求教導對方如何唱歌，繼而到美國跟隨數名歌唱老師學習，由1993年起開始教授歌手唱歌，至2005年停止收生，轉而跟隨鋼琴家李偉安學彈古典鋼琴。1993年至2005年間，她在香港所收門生有謝霆鋒、容祖兒、Twins、鄭希怡、蕭正楠、鄧穎芝等。
她也參与舞台劇演出。2001年、2003年及2013年，她飾演《我和春天有個約會》三個版本的舞台劇中蓮茜一角，合共演出超過二百場。2007年，以《阿森與莎莉的花花世界》（演戲家族主辦）中的演出，獲提名第十七屆香港舞台劇獎「最佳女主角（喜/鬧劇）」獎。及後於2012年與劉雅麗擔綱主演舞台劇《星夢塵緣》，演唱多首自己的名曲，被指將「演員和角色」以及「真實和藝術」融為一體。
她亦推動積極地面對人生的價值觀，常參與義工及教育團體所舉辦的活動，並成為「善寧會」的「生命列車大使」及香港盲人協會的「光明大使」、社會企業「伙伴當自強」計劃——Ateen素食其中之委員之一 。

## 個人生活
陳潔靈於1995年結婚，惟未有子女。丈夫張耀榮（Steven）（非香港「演唱會之父」張耀榮）因肺癌於2009年6月在養和醫院病逝，享年55歲。
為圓讀書心願，陳潔靈於香港大學修讀其佛學碩士、漢文佛典證書學位及硏讀印歐語文，並已畢業。

## 演唱會紀錄

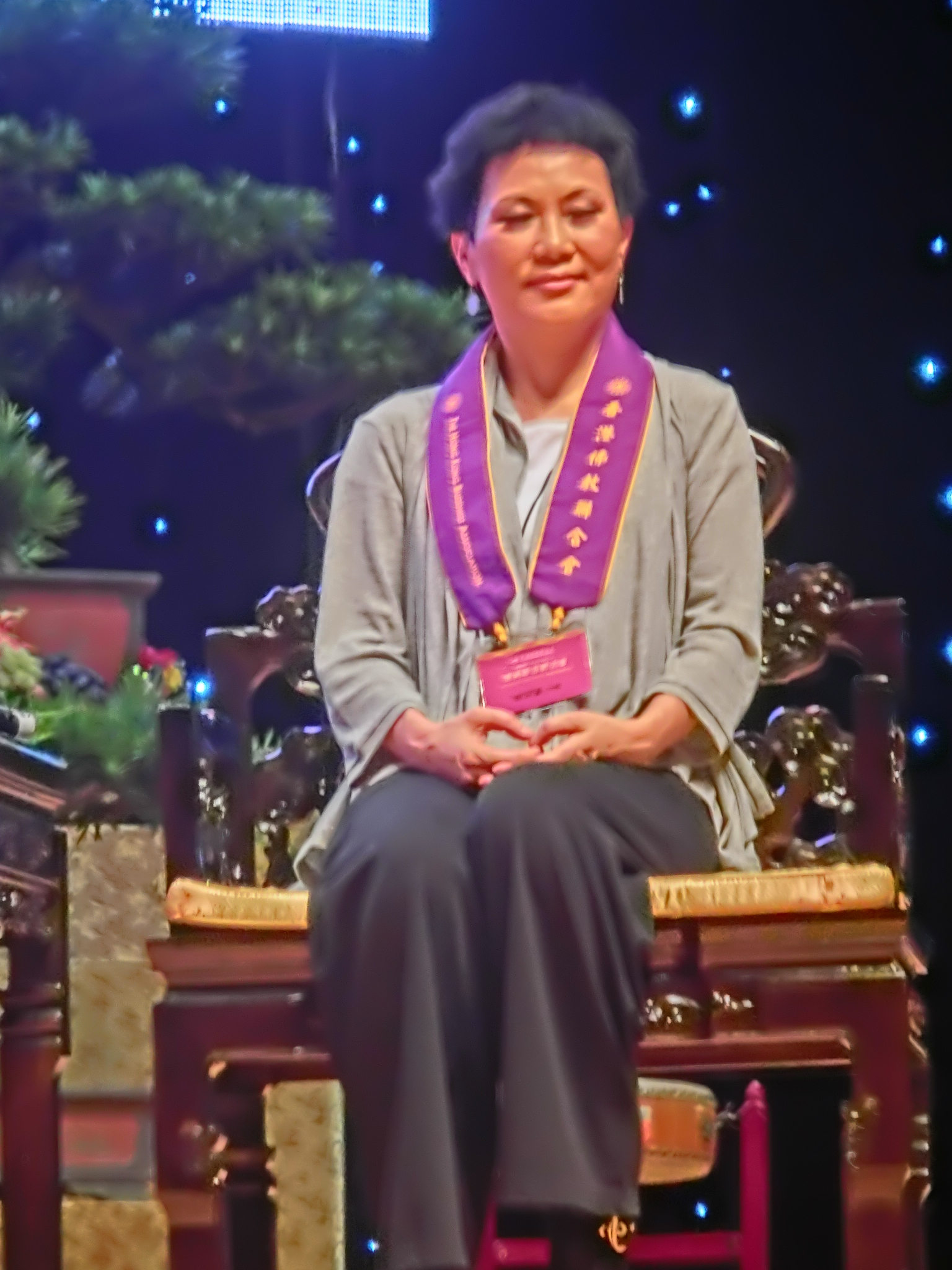
香港佛教聯合會香港體育館佛誕活動

- 1986年5月30至31日：與葉德嫻舉行兩場《葉德嫻陳潔靈競歌散芬芳演唱會》，散芬芳合唱團（劉天蘭、岑建勳、鍾定一、陳國新）合演，嘉賓包括林子祥、盧冠廷、張國榮
- 1995年：合共三場《陳洁灵IMPOSSIBLE演唱會》
- 1998年、2000年：兩度參与《煇黃演唱會》，共二十五場
- 2005年：在《金曲情牽半世紀演唱會》擔任嘉賓
- 2006至2007年：與葉麗儀、肥媽及Anita Sarawak合作《亞洲殿堂天后演唱會》，先後於香港、馬來西亞、新加坡及曼谷等地作超過十場巡迴演出
- 2009年至2010年：再次與葉麗儀及肥媽舉行《三個女人一個墟》演唱會，於香港及美加巡迴演出
- 2010年：與香港管弦樂團於香港文化中心舉行以電影歌曲為主題的唱奏會
- 2012年6月：與资深小提琴家姚珏及葉麗儀於香港會議展覽中心舉行《萬般情‧弦‧今晚夜》唱奏會。同年再與姚珏于澳門威尼斯人大劇院演出《全為愛音樂會》
- 2012年11月30日至12月5日：於香港體育館（紅館）演出六場《顧嘉煇大師經典演唱會》
- 2013年3月：于澳門威尼斯人金光綜藝館演出一場
- 2013年2月：夥拍葉麗儀與關菊英于新加坡體育館舉行《香港三大天后演唱會》
- 2013年10月：與葉麗儀及肥媽於香港體育館舉行《三個女人一個墟2013唱過界演唱會》
- 2014年：再度與劉雅麗、米雪及蘇玉華合作於星加坡合演舞台劇《我和春天有個約會》
- 2015年4月：與倫永亮參與《Concert In the dark》的演出
- 2015年5月8日至5月19日：在香港體育館參與一連十二場《顧嘉煇榮休盛典演唱會》以及多場巡迴演出
- 2015年：無綫電視怀旧音樂節目《Sunday靚聲王》第十八集的歌唱表演環節《Chan Chan歌聲 靈動在心》
- 2015年10月：與兩位美國格林美奬得主、國際爵士歌手佩蒂·奧斯丁及曼哈頓轉車站合唱團女主音Janis Siegel，分别在澳門音樂節及香港舉行了三場《The Great Ladies of Songs》演唱會
- 2015年2月、8月、12月：與葉麗儀、肥媽在東南亞繼續《The three Divas》巡迴演出
- 2016年2月26日及2月27日：參與香港體育館一连2场《顾嘉煇金紫荊慈善演唱会》協助义務籌款
- 2017年12月31日：與無綫電視眾藝員包括田蕊妮、胡定欣等出席中旅社90週年2018香港除夕倒數活動，並演唱其旅發局宣傳歌〈Simply The Best〉

## 唱片
| 專輯 # | 專輯名稱                      | 類型     | 發行公司                 | 監製                   | 發行日期       | 曲目 |
| 1      | 獨坐咖啡室                    | 原創專輯 | 華納唱片                 | 鍾定一                 | 1979年         | 曲目 1. 黃色鬱金香 2. 名與利 3. 獨坐咖啡室 4. 再會也難 5. 創造明天 6. 豪俠杜雷 7. 有你冇你 8. 曾經愛你 9. 又見朝陽 10. 謊言多美麗 11. 風雨夕陽 |
| 2      | 星夜星塵                      | 原創     | 喜韻唱片                 | 鍾定一                 | 1982年         | 曲目 1. 星夜星塵 2. 今晚夜 3. 風是冷 4. 前情舊愛 5. 下班車之戀 6. 相逢。相知。相愛 7. 為了明天 8. 誰能知 9. 他的眼光 10. 同心圓 11. 白金升降機 12. 別 |
| 3      | 無言地等                      | 原創     | 華星唱片                 | 鍾定一                 | 1983年         | 曲目 1. 無言地等 2. 愛情靠拼勁 3. 拋開往日事 4. 晨曦 5. 表錯情 6. 何必多苦惱 7. 美麗古怪島 8. 千里同心 9. 我熱愛香港 10. 歲月情懷 11. 我仍是一往情深 12. 點解 |
| 4      | 傾出我心事                    | 原創     | 華星唱片                 | 鍾定一                 | 1984年         | 曲目 1. 傾出我心事 2. Love Me 3. 但願 4. 你曾經對人說 5. 尋夢少年時 6. 讓我悲傷 7. 只怕不再遇上（張國榮合唱） 8. 其實我最笨 9. 明天明天 10. 情人是你是他 11. 無情愛人 12. 逝水 |
| 5      | Elisa（1986）                 | 原創     | 華星唱片                 | 鍾定一                 | 1986年6月      | 曲目 1. 再見Sayonara 2. 羊群伴我失眠 3. 每一次別離 4. 火熱舞 5. 我是清風 6. 今晚夜 7. 誰令你心痴（張國榮合唱） 8. 自由的我 9. Forever My Love 10. 當天那真我 11. 只要有你 |
| 6      | 風火海                        | 原創     | 華星唱片                 | 鮑比達                 | 1987年1月      | 曲目 1. 可曾記起 2. 變心真相 3. 活在迷幻 4. 破夢 5. 前路 6. 浮沉藝海裡 7. 風火海 8. 寂寞空間 9. 愛的賬單 10. 狂熱吻 11. 再見憂鬱 12. 千個太陽（葉德嫻合唱） |
| 7      | Elisa（1987）                 | 原創     | 華納唱片                 | 鮑比達                 | 1987年12月     | 曲目 1. Touch 2. La Bamba 3. 大癲大肺今晚夜 4. 易過借火 5. 一次過講清楚 6. Greatest Song 7. 赤紅的擁抱 8. 忘記回望 9. 母親 10. 心傷的網 11. 又記起你 |
| 8      | Elisa（1988）                 | 原創     | 華納唱片                 | 林子祥、陳潔靈         | 1988年10月     | 曲目 1. 失戀一周年 2. 也許世事如此 3. 星星月亮太陽 4. 只有無聊 5. 淚人 6. 翅膀下的風 7. 放蕩 8. Bang Bang 9. 無言地離去 10. 替身 |
| 9      | 經典金曲十三首                | 精選     | 華納唱片                 |                        | 1990年3月      | 曲目 1. 風是冷（1990新版本） 2. 失戀一週年 3. 星夜星 4. 也許世事如此 5. 今晚夜 6. 千個太陽（葉德嫻合唱） 7. 永不讓步 8. 星星月亮太陽 9. 白金升降機 10. 曾經愛你（1990新版本） 11. 母親 12. 獨坐咖啡室 13. 當天那真我 |
| 10     | 我的心                        | 原創     | 恆星唱片                 | 倫永亮                 | 1992年2月      | 曲目 1. 騙你一夜 2. 西方雪花東方情 3. 我的心 4. No！No！No！ 5. 花都瑪莉 6. 最後的擁抱 7. 山火預告篇 8. 讓昨天歸於昨天 9. 你出走的那一夜 10. No！No！No！（Remix） |
| 11     | Once Upon a Time              | 精選     | 華納唱片                 |                        | 1993年         | 曲目 1. 名稱 2. 星夜星塵 3. 風是冷 4. 千個太陽（葉德嫻合唱） 5. 星星月亮太陽 6. 也許世事如此 7. 白金升降機 8. The Greatest Song 9. 母親 10. 今晚夜 11. 獨坐咖啡室 12. 當天那真我 13. Touch 14. 又記起你 15. 曾經愛你 16. 失戀一週年 17. 永不讓步 18. 忘記回望 19. 赤紅的擁抱 |
| 12     | Impossible                    | 原創     | 博德曼音樂               |                        | 1994年         | 曲目 1. Time (Clock Of The Heart) 2. Out Here On My Own 3. Betcha By Golly Wow 4. Within You'll Remain 5. Ain't No Sunshine 6. All In Love Is Fair 7. And I Love Her 8. Got To Get You Into My Life 9. Sorry Seems To Be The Hardest Word 10. A Song For You 11. You've Got A Friend |
| 13     | 隨想                          | 原創     | New Century Workshop     | Clarence Chang、倫永亮 | 2007年4月17日  | 曲目 Disc 1 1. 當天那真我 2. 隨想曲 3. 千枝針刺在心 4. 白金升降機 5. 滴汗 6. 水中花 7. 煙雨淒迷 8. 細水長流 9. 星夜星塵 10. 但願人長久 11. 笛子姑娘 12. 結他低泣時 13. 千千闋歌 14. 只怕不再遇上 Disc 2 1. 哭......可以麼 2. 哭...可以麼（Gypsy Version） |
| 14     | Everything Must Change        | 原創     | Chris Babida Enterprises | 鮑比達                 | 2011年12月16日 | 曲目 1. 風繼續吹 2. 情人 3. 雨絲情愁 4. 深藍色的夜曲 5. 我倆（劉雅麗合唱） 6. 疾風 7. 梁祝 8. 沉默是金 9. 儂本多情 10. Everything Must Change |
| 15     | 我愛經典系列 - 夏詔聲＆陳潔靈 | 精選     | Sony                     |                        | 2015年11月20日 | 曲目 CD 1 1. 永不放棄 2. 空凳 3. 假面具 4. 搖擺心窩 5. 說不出的未來 6. 深信著愛 7. 仍在等待你 8. 新交叉點 9. 打錯電話 10. 啤酒罐 11. 說句動聽話 12. 你是氫氣我是氧 13. 盜日者 14. 再不要問（鄧麗盈合唱） CD 2 1. 風是冷（陳潔靈主唱） 2. 失戀一週年（陳潔靈主唱） 3. 又記起你（陳潔靈主唱） 4. 也許世事如此（陳潔靈主唱） 5. The Greatest Song（陳潔靈主唱） 6. Touch（陳潔靈主唱） 7. You're In My Life（陳潔靈主唱） 8. 星星月亮太陽（陳潔靈主唱） 9. 有你冇你（陳潔靈主唱） 10. 曾經愛你（陳潔靈主唱） 11. 母親（陳潔靈主唱） 12. 獨坐咖啡室（陳潔靈主唱） 13. 永不讓步（陳潔靈主唱） 14. 風﹑雨﹑夕陽（陳潔靈主唱） 15. 黃色鬱金香（陳潔靈主唱） |

## 派台歌曲成績
| 派台歌曲成績（四台）         | 派台歌曲成績（四台） | 派台歌曲成績（四台） | 派台歌曲成績（四台） | 派台歌曲成績（四台） | 派台歌曲成績（四台） | 派台歌曲成績（四台） | 派台歌曲成績（四台）                                                           |      |
| ---------------------------- | -------------------- | -------------------- | -------------------- | -------------------- | -------------------- | -------------------- | ------------------------------------------------------------------------------ | ---- |
| 唱片                         | 歌曲                 | 903                  | RTHK                 | 997                  | TVB                  | 備註                 | 備註                                                                           |      |
| 1979年                       |                      |                      |                      |                      |                      |                      |                                                                                |      |
| 獨坐咖啡室                   | 獨坐咖啡室           |                      | /                    |                      |                      |                      |                                                                                |      |
| 1982年                       |                      |                      |                      |                      |                      |                      |                                                                                |      |
| 星夜星塵                     | 今晚夜               |                      | (1)                  |                      |                      |                      |                                                                                |      |
| 星夜星塵                     | 白金升降機           |                      | /                    |                      |                      |                      |                                                                                |      |
| 1983年                       |                      |                      |                      |                      |                      |                      |                                                                                |      |
| 無言地等                     | 無言地等             |                      | 1                    |                      |                      |                      |                                                                                |      |
| 1984年                       |                      |                      |                      |                      |                      |                      |                                                                                |      |
| 傾出我心事                   | Love Me              |                      | 1                    |                      |                      |                      |                                                                                |      |
| 傾出我心事                   | 只怕不再遇上         |                      | 2                    |                      |                      | 與張國榮合唱         | 與張國榮合唱                                                                   |      |
| 1986年                       |                      |                      |                      |                      |                      |                      |                                                                                |      |
| Elisa（1986）                | 誰令你心痴           |                      | 1                    |                      | /                    | 與張國榮合唱         | 與張國榮合唱                                                                   |      |
| 千個太陽                     | 千個太陽             |                      | 1                    |                      | [1]                  | 與葉德嫻合唱         | 與葉德嫻合唱                                                                   |      |
| 風火海                       | 風火海               |                      | 1                    |                      | 6                    |                      |                                                                                |      |
| 1987年                       |                      |                      |                      |                      |                      |                      |                                                                                |      |
| 風火海                       | 可曾記起             |                      | /                    |                      | 8                    |                      |                                                                                |      |
| Elisa（1987）                | 赤紅的擁抱           |                      | /                    |                      | 5                    |                      |                                                                                |      |
| Elisa（1987）                | Touch                |                      | /                    |                      | -                    |                      |                                                                                |      |
| 1988年                       |                      |                      |                      |                      |                      |                      |                                                                                |      |
| Elisa（1988）                | 星星月亮太陽         | 3                    | /                    |                      | 9                    |                      |                                                                                |      |
| Elisa（1988）                | 失戀一週年           | 3                    | /                    |                      | 4                    |                      |                                                                                |      |
| Elisa（1988）                | 也許世事如此         | 4                    | /                    |                      | -                    |                      |                                                                                |      |
| 1989年                       |                      |                      |                      |                      |                      |                      |                                                                                |      |
| 經典金曲十三首               | 永不讓步             | 24                   | /                    |                      | -                    |                      |                                                                                |      |
| 1990年                       |                      |                      |                      |                      |                      |                      |                                                                                |      |
| 經典金曲十三首               | 風是冷（1990新版本） | 3                    | /                    |                      | -                    |                      |                                                                                |      |
| 1991年                       |                      |                      |                      |                      |                      |                      |                                                                                |      |
| 我的心                       | 騙你一夜             | 10                   | /                    |                      | /                    |                      |                                                                                |      |
| 1992年                       |                      |                      |                      |                      |                      |                      |                                                                                |      |
| 我的心                       | 我的心               | 18                   | /                    |                      | /                    |                      |                                                                                |      |
| 我的心                       | No! No! No!          | 5                    | 7                    |                      | 10                   |                      |                                                                                |      |
| 派台歌曲成績（五台）         |                      |                      |                      |                      |                      |                      |                                                                                |      |
| 唱片                         | 歌曲                 | 903                  | RTHK                 | 997                  | TVB                  | ViuTV                | 備註                                                                           | 備註 |
| 2020年                       |                      |                      |                      |                      |                      |                      |                                                                                |      |
|                              | 標本                 | 17                   | 17                   | -                    | ×                    | -                    | Feat. 柳應廷、MC 張天賦、Eagle Chan、Lucas Chuy、梁瑞峰、陳樂 《埋班作樂》作品 |      |
| 2022年                       |                      |                      |                      |                      |                      |                      |                                                                                |      |
| 經典·傳承 無綫電視55周年大碟 | 星夜星塵             | ×                    | ×                    | ×                    | -                    | ×                    | 與姚焯菲合唱 舊曲重唱                                                          |      |

| 各台冠軍歌總數 | 各台冠軍歌總數 | 各台冠軍歌總數 | 各台冠軍歌總數 | 各台冠軍歌總數 | 各台冠軍歌總數    | 各台冠軍歌總數    | 各台冠軍歌總數 |
| -------------- | -------------- | -------------- | -------------- | -------------- | ----------------- | ----------------- | -------------- |
| 四台a          | 903            | RTHK           | 997            | TVB            | 備註              | 備註              | 備註           |
| 四台a          | 0              | 6              | 0              | 1              | 三台冠軍歌總數：1 | 三台冠軍歌總數：1 |                |
| 四台a          | 0              | 7              | 0              | 4              | 冠軍週數          | 冠軍週數          |                |
| 五台b          | 903            | RTHK           | 997            | TVB            | ViuTV             | 備註              |                |
| 五台b          | 0              | 0              | 0              | 0              | 0                 | 五台冠軍歌總數：0 |                |

- （*）上榜中
- （-）未能上榜
- （×）沒有派往該台
- （(1)）兩週冠軍
- （[1]）四週冠軍
- ^  注解a：包括2020年後的冠軍歌曲
- ^  注解b：2020年起

## 電視劇
- 1981年：香港電台《屋簷下：圍城內》 （页面存档备份，存于） 飾演 Ceci
- 1987年：無綫電視《鐳射青春》 飾演 丁綺芳
- 1991年：亞洲電視《香港奇案》之 邪教追魄 飾演 MAY
- 1992年：香港電台《屋簷下：獨腳戲》 （页面存档备份，存于）

## 電影
- 1980年：《喝采》
- 1983年：《奇謀妙計五福星》 飾演 廟街搖滾賣唱家庭
- 1984年：《開心鬼》 飾演 朱錦春的下堂妻子
- 1984年：《行錯姻緣路》
- 1985年：《吉人天相》
- 1988年：《愛情謎語》 飾演 三姑姐
- 1989年：《第一繭》
- 1990年：《監獄不設防》
- 1990年：《邪魔化身》
- 1992年：《我愛扭紋柴》
- 1993年：《獄鳳》
- 1993年：《獄鳳之殺出重圍》
- 1993年：《郎心如鐵》
- 1998年：《九星報喜》 飾演 相國夫人
- 2002年：《戀愛行星》 飾演 雪姑（Sue）

## 主持
1970年代初：香港商業電台的《年青人時間》。
1970年代中期：香港電台的《輕談淺唱不夜天》（客席主持）

## 電視節目（TVB）
- 2023年：《我們的煇煌金曲》
- 2023年：《歡樂滿東華2023》

## 廣告
陳潔靈在1980至1990年代曾經演唱大量的廣告歌曲，包括家用電器、汽水、食物 、煙酒、汽車、時裝、政府宣傳短片及旅遊等等，如：
- 1983年：香港紅十字會輸血服務（與劉德華合演）
- 1995年：香港旅遊發展局年度主題歌（翻唱Tina Turner的《Simply The Best》）